# Зайцев, Владимир Николаевич (химик)
Владимир Николаевич Зайцев (род. 11 октября 1958 года в Киеве) — советский и украинский химик, доктор химических наук, профессор, член-корреспондент НАН Украины.

## Биография
В 1981 году окончил химический факультет Киевского университета с отличием, в 1984 году — аспирантуру кафедры неорганической химии химического факультета. В Киевском университете: в 1974—1976 годах — техник, с 1984 года — младший научный сотрудник, с 1985 года — ассистент, в 1992—1995 годах — доцент, с 1997 года — профессор, в 2000—2012 заведовал кафедрой аналитической химии. Кандидатская диссертация «Комплексообразные переходы металлов с лигандами, закреплёнными на поверхности кремнезёма» (1985), докторская диссертация «Комплексообразующие кремнезёмы. Синтез, строение закреплённого слоя и химия поверхности» (1997), присвоено учёное звание профессора в 2001 году. Академик АН высшего образования Украины (с 2005 года). В 2009 году избран членом-корреспондентом НАН Украины.
Читает нормативный курс «Инструментальные методы анализа» и спецкурсы «Сорбционные материалы в анализе объектов окружающей среды», «Анализ материалов», «Современные инструментальные методы анализа» и «Физические методы исследования координационных соединений». Подготовил семь кандидатов наук. Сфера научной деятельности: разработка методов синтеза твердофазных аналитических реагентов на основе кремнезёмов с ковалентно-закреплёнными комплексообразующими и ионообменными лигандами; изучение гибридных органо-минеральных композитных материалов и в том числе химических равновесий на границе разделения фаз, установление основных закономерностей процессов протонизации и комплексообразования на поверхности модифицированных кремнезёмов. Основатель нового направления — аналитическая химия твердофазных реагентов.
Стажировался в Великобритании (стипендия Британского совета, 1990—1991), США (стипендия Фулбрайта, 1995), Франции (Национальный центр научных исследований, 2004—2005). С 2002 года — председатель научного совета по проблеме «аналитическая химия» НАН Украины, с 2004 года — член отделения аналитической химии Европейского химического общества. Главный редактор научно-практического журнала «Методы и объекты химического анализа», член редколлегий журналов Chemical Papers, «Химия и технология воды», «Вестник Киевского национального университета имени Тараса Шевченко. Серия: Химия».
Член экспертного совета ВАК Украины в 2010—2011 и 2002—2008 годах; член экспертного совета ГАК МОН Украины в 2008—2013 годах; член научно-консультативного комитета Организации по запрещению химического оружия (с 2011 года); член специального учёного совета по защите диссертаций в КНУ, в институте химии поверхности НАН Украины; член научно-методического совета по качеству лекарственных средств и медицинской продукции Государственной службы по лекарственным препаратам и контролю над наркотиками МЗ Украины.
Лауреат Государственной премии Украины в области науки и техники за цикл работ «Супрамолекулярные координационные соединения» (2007). Автор более 300 научных работ, в том числе трёх монографий, одного учебника, электронных пособий «Основы аналитической химии» и «Современная электронная спектроскопия — инструмент аналитической химии» для студентов химических факультетов.

## Труды
- Комплексы на поверхности химически модифицированных кремнеземов. Х., 1997 (соавтор);
- Комплексообразующие кремнеземы: синтез, строение привитого слоя и химия поверхности. Х., 1997;
- Функціоналізовані пористі матеріали для аналітичної хімії. Х., 2005 (соавтор);
- Quantitative physicochemical analysis of equilibria on chemically modified silica surfaces // Pure and Applied Chemistry. 2008. Vol. 80, № 7 (соавтор);
- Bifunctionalized Mesoporous Silicas for Cr (VI) Reduction and Concomitant Cr (III) Immobilization // Environmental Science Technology. 2008. Vol. 42 (соавтор).